# Ilya Branovets
Ilya Branovets (tiếng Belarus: Ілья Бранавец; tiếng Nga: Илья Брановец; sinh 16 tháng 4 năm 1990) là một cầu thủ bóng đá Belarus. Tính đến năm 2016, anh thi đấu cho Slutsk.